# Herrhagen, Nyköping
Herrhagen, är ett bostadsområde i utkanten av Nyköping i stadsdelen Arnö. Herrhagen ligger ca 2 km från centrala Nyköping. Området är väldigt kulturellt blandat, där bor många nationaliteter sida vid sida. I närheten ligger Sankta Katarina kyrka.